# Alstom Citadis 100
Alstom Citadis 100 – dwie serie tramwajów niskopodłogowych z rodziny Citadis, produkowane w chorzowskim zakładzie Alstomu w latach 1999–2001. Powstało łącznie 21 sztuk, które są eksploatowane w Gdańsku (4 sztuki) i Górnośląsko-Zagłębiowskiej Metropolii (17 sztuk).

## Historia
W 1995 Konstal wyprodukował pierwszy tramwaj posiadający fragment niskopodłogowy (około 25%) – dwuczłonowy 112N. Powstał jeden egzemplarz, który został sprzedany Warszawie. W 1997 roku Konstal wyprodukował kolejny model tramwaju częściowo niskopodłogowego (około 15%) – trójczłonowy 114Na. Powstały dwie sztuki, które zostały sprzedane do Gdańska.
W 1998 roku Konstal we współpracy z Tramwajami Warszawskimi opracował kolejne prototypy tramwajów niskopodłogowych – jedną sztukę 116N i dwie sztuki 116Na. W latach 1998–2000 powstało 26 sztuk seryjnych 116Na/1. Tramwaje te składały się z trzech członów i posiadały około 60% niskiej podłogi.
Bazując na doświadczeniach z produkcji wyżej wymienionych tramwajów, a w szczególności pojazdów typu 116Na, Alstom Konstal opracował nową rodzinę tramwajów – Citadis 100, która została przygotowana z myślą o rynku polskim (w 1997 roku Konstal został przejęty przez francuski koncern Alstom).

## Konstrukcja

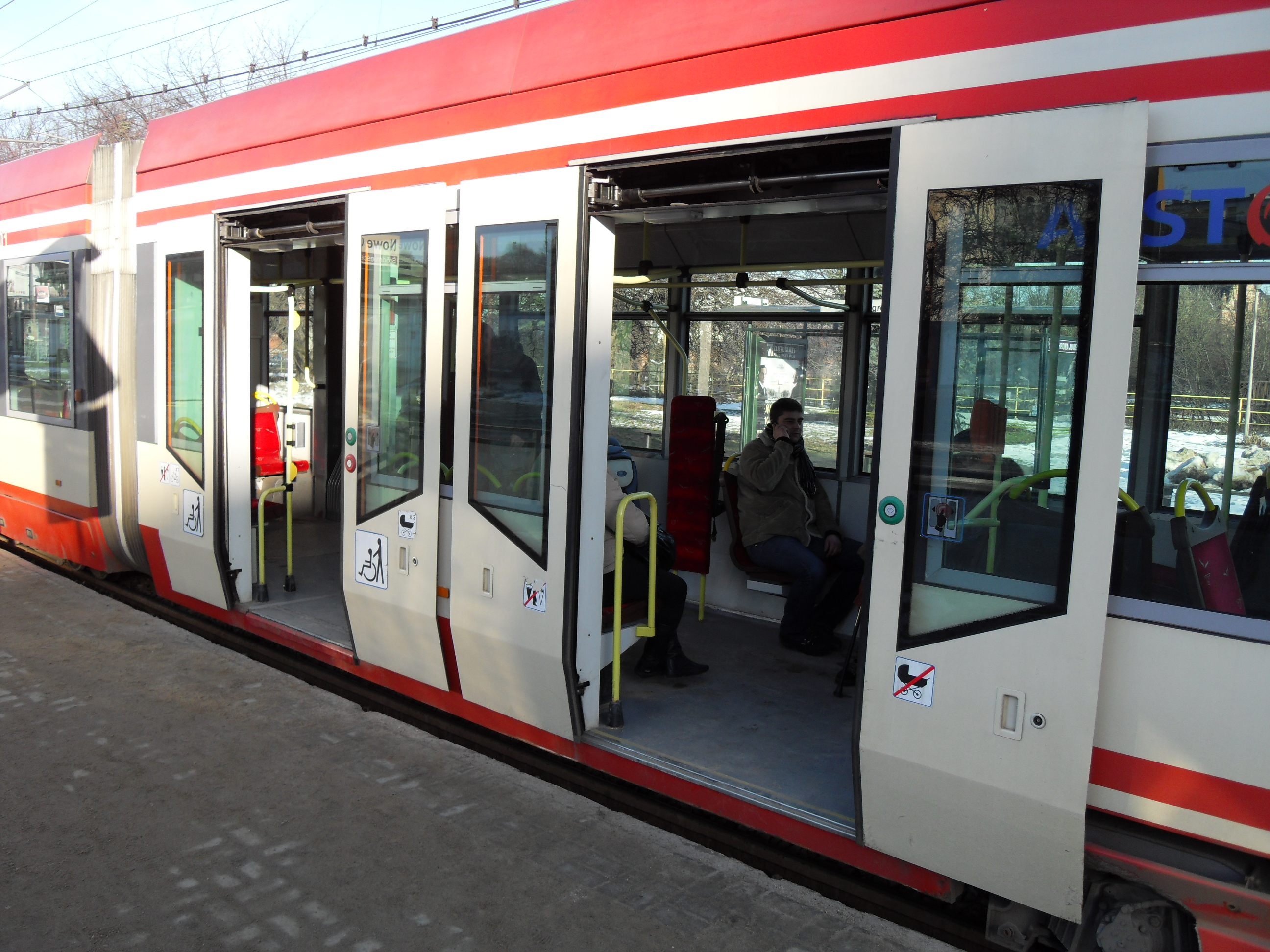
Wejście do NGd99

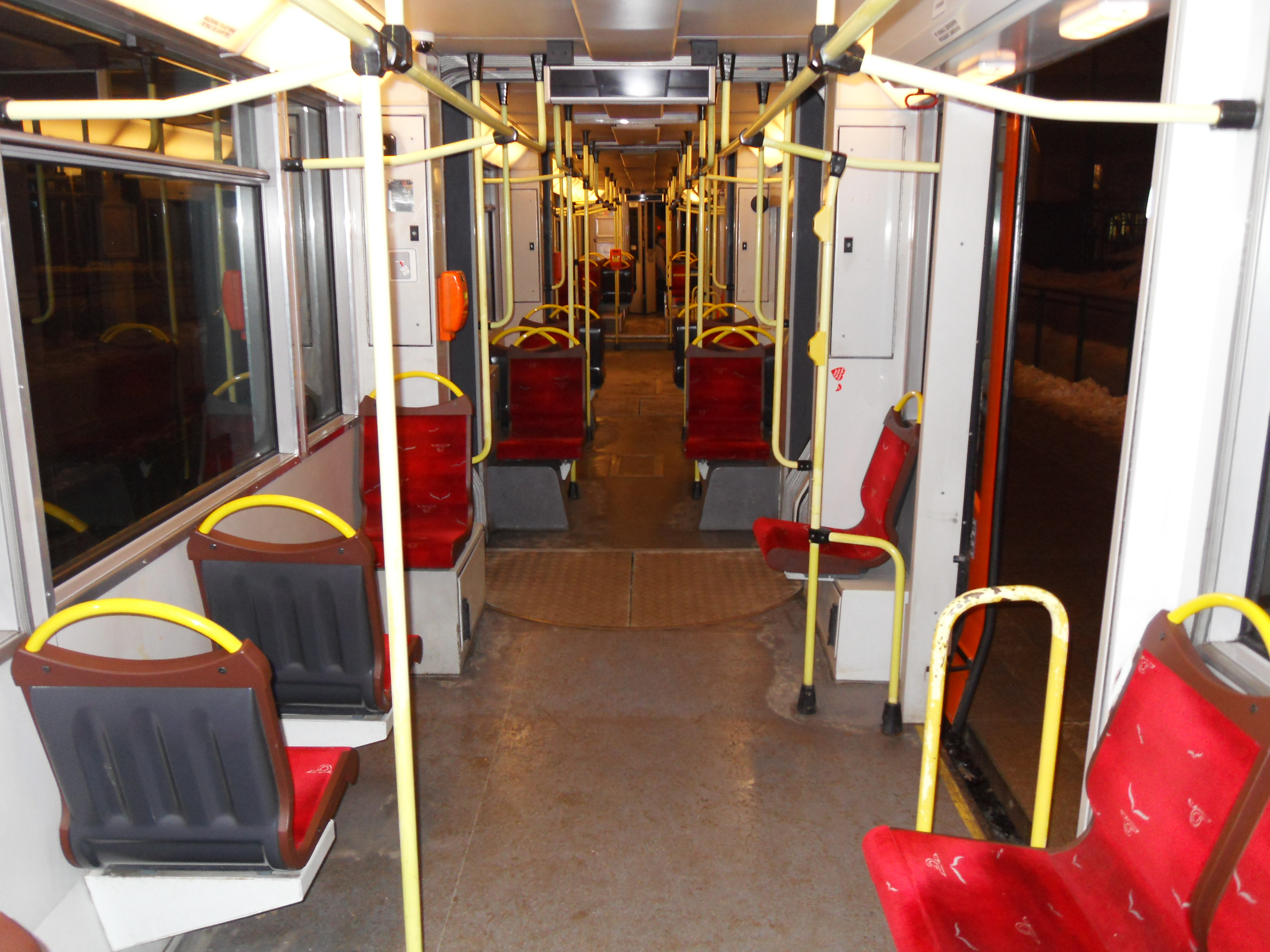
Wnętrze NGd99

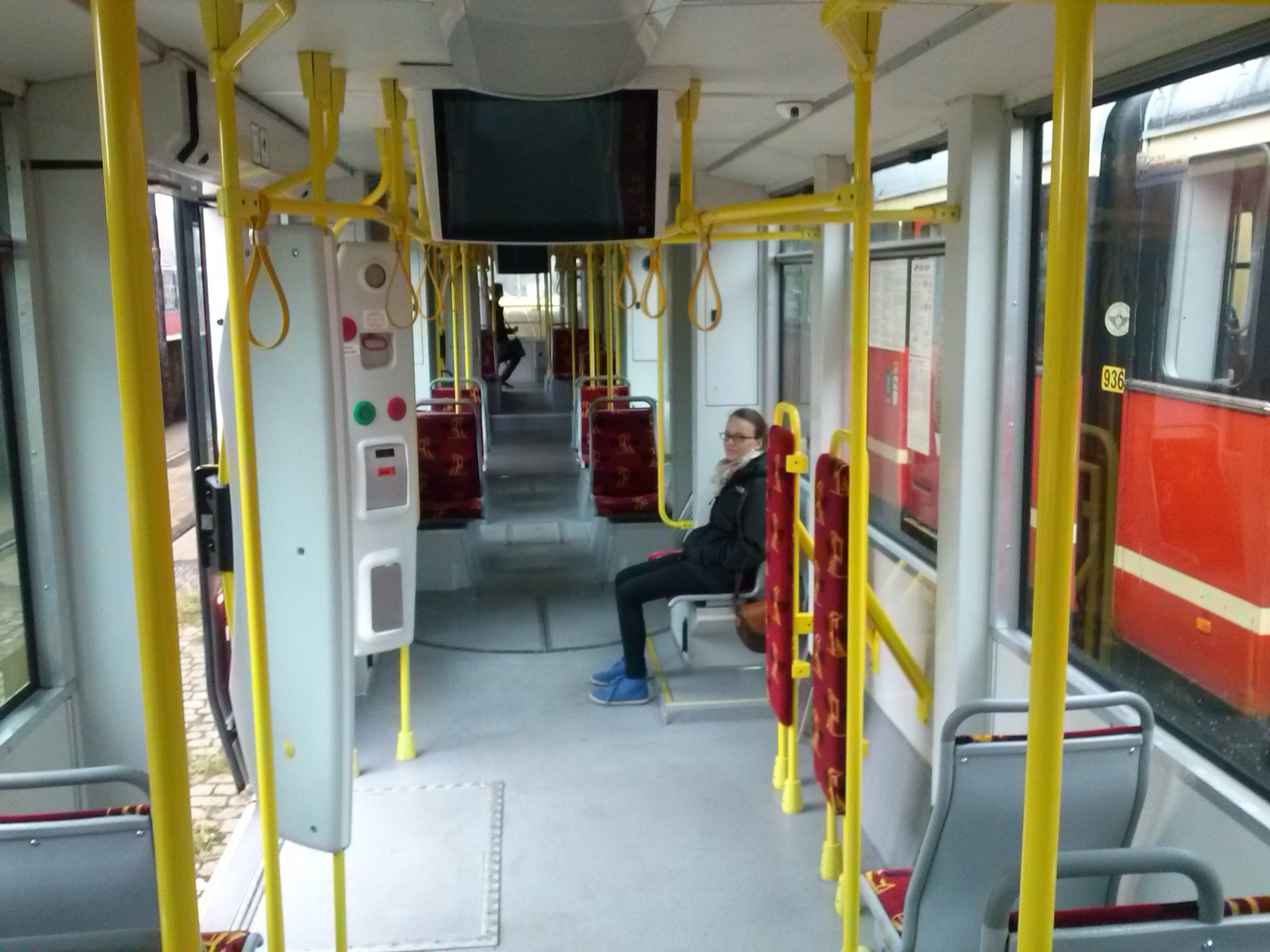
Wnętrze 116Nd

Tramwaje Citadis 100 to tramwaje trójczłonowe, jednokierunkowe, częściowo niskopodłogowe.
| Typ   | Długość | Masa | Liczba i moc silników | Miejsca siedzące | Miejsca siedzące | Układ płatów drzwi | Udział niskiej podłogi |             |
| Typ   | Długość | Masa | Liczba i moc silników | 1                | 1½               | Układ płatów drzwi | Udział niskiej podłogi |             |
| ----- | ------- | ---- | --------------------- | ---------------- | ---------------- | ------------------ | ---------------------- | ----------- |
| NGd99 | 26,6 m  | 30 t | 4 × 140 kW            | 49               | –                | 1-2-2-2-2-1        | 70%                    | [ 2 ] [ 3 ] |
| 116Nd | 24,05 m | 28 t | 4 × 120 kW            | 22               | 12               | 2-2-2-2            | 73%                    | [ 4 ] [ 3 ] |

### Wózki
Tramwaje są oparte na dwóch wózkach napędowych pod członami skrajnymi oraz jednym wózku tocznym pod członem środkowym. Wózki napędowe do Citadisów 100 zostały wyprodukowane w zakładach Linke-Hofmann-Busch w Salzgitter, takie same wózki Alstom montował wcześniej w tramwajach Citadis 200 dla Magdeburga. Wózki toczne zostały wyprodukowane w Chorzowie.

### Nadwozie
NGd99 posiada po dwie pary dwupłatowych odskokowo-przesuwnych drzwi o prześwicie 1300 mm w niskopodłogowych częściach 1. i 3. członu. Dodatkowo na początku 1. i końcu 3. znajdują się drzwi jednopłatowe, pierwsze z nich stanowią wejście dla motorniczego. 116Nd posiada po dwie pary dwupłatowych odskokowo-przesuwnych drzwi o prześwicie 1300 mm w 1. i 3. członie. Pierwsze skrzydło pierwszych drzwi stanowi wejście dla motorniczego.
Dzięki obniżeniu wysokości podłogi w części wysokopodłogowej, okna w Citadisach 100 znajdują się na jednej linii. Część okien posiada górną małą część uchylną.
NGd99 i 116Nd posiadają przy drugich drzwiach wysuwany pomost, ułatwiający wjazd osób na wózkach inwalidzkich, który sterowany jest ze stanowiska motorniczego.
Citadisy 100 posiadają zewnętrzne wyświetlacze pikselowe, pełniące rolę tablic kierunkowych.

### Silniki
Citadisy 100 napędzane są 4 asynchronicznymi silnikami chłodzonymi powietrzem o mocy 120 lub 140 kW. Układ sterowania zbudowany jest na bazie elementów półprzewodnikowych IGBT i umożliwia odzysk energii podczas hamowania. Zmiana prądu stałego na zmienny następuje w falownikach Onix 800 wyprodukowanych przez Alstom. Cała aparatura znajduje się na dachu tramwaju.

### Wnętrze
W części pasażerskiej NGd99 znajdują się 44 miejsca siedzące oraz stanowisko do mocowania wózków inwalidzkich. Część pasażerska 116Nd posiada natomiast 22 normalne miejsca siedzące, 12 miejsc siedzących tzw. 1½ (o zwiększonej szerokości do 70 cm) oraz 2 stanowiska do mocowania wózków inwalidzkich. W pobliżu drzwi znajdują się wielofunkcyjne kolumny wyposażone w kasownik, hamulec bezpieczeństwa, przycisk otwierania drzwi, głośnik informacji pasażerskiej i kosz na śmieci.
Stanowisko motorniczego w Citadisach 100, poza standardowym wyposażeniem, wyposażone jest w klimatyzację oraz komputer techniczny, pokazujący na bieżąco podstawowe informacje o podzespołach.

### Modernizacje
W marcu 2016 ZKM Gdańsk ogłosił przetarg na modernizację wszystkich 4 tramwajów. Przetarg wygrał Modertrans, który jako jedyny złożył ofertę zmodernizowania wszystkich wozów do lipca 2017 za kwotę 1,75 mln zł za pojazd. Pod koniec maja w Gdańsku były 2 odnowione tramwaje, z czego jeden kursował z pasażerami.
Od połowy 2019 roku do lutego 2021 w Zakładzie Usługowo Remontowym Tramwajów Śląskich trwała modernizacja jednego z tramwajów 116Nd. Modernizacja objęła m.in. zabudowę nowego wnętrza, siedzeń, wymianę oświetlenia wewnętrznego i zewnętrznego, wymianę kompletnego oszklenia z zastosowaniem szyb przyciemnianych, montaż klimatyzacji i gniazd USB, a także wizualny i głosowy system informacji pasażerskiej. Po zakończeniu modernizacji tramwaj otrzymał typ 116Ndm. Docelowo wszystkie tramwaje mają przejść potrzebne prace.

## Eksploatacja
| Państwo        | Lokalizacja                         | Przewoźnik                   | Typ            | Lata dostaw    | Liczba  |               |
| -------------- | ----------------------------------- | ---------------------------- | -------------- | -------------- | ------- | ------------- |
| Polska         | Gdańsk                              | Gdańskie Autobusy i Tramwaje | NGd99          | 1999–2000      | 4       | [ 2 ] [ 17 ]  |
| Polska         | Górnośląsko-Zagłębiowska Metropolia | Tramwaje Śląskie             | 116Nd          | 2000–2001      | 10 (17) | [ 18 ]        |
| Polska         | Górnośląsko-Zagłębiowska Metropolia | Tramwaje Śląskie             | 116Ndm         | od 2021        | 7       | [ 16 ] [ 18 ] |
| Łączna liczba: | Łączna liczba:                      | Łączna liczba:               | Łączna liczba: | Łączna liczba: | 21      |               |

### Gdańsk

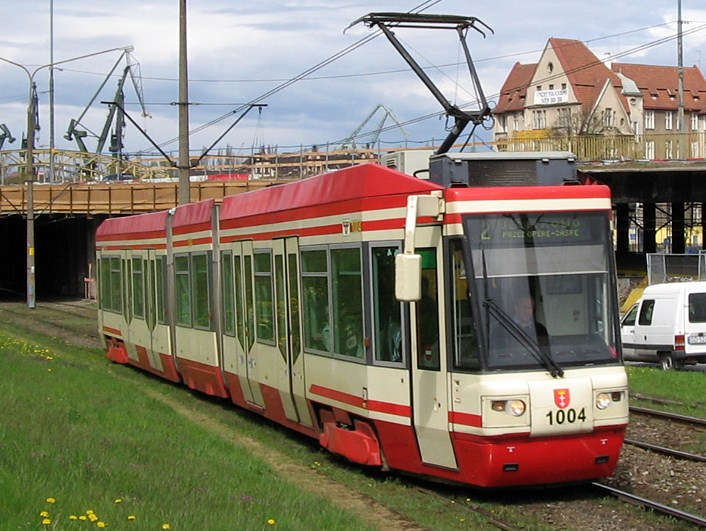
NGd99 w Gdańsku

21 grudnia 1999 dotarł do Gdańska pierwszy z czterech zamówionych Citadisów. W pierwszych dniach po dostarczeniu tramwaj był testowany pomiędzy zajezdnią Wrzeszcz, a pętlą w Oliwie. 29 grudnia odbył się pierwszy, oficjalny przejazd na linii nr 2 Jelitkowo – centrum, do obsługi której tramwaje zostały zakupione. W styczniu 2000 rozpoczęto planową eksploatację pierwszego wagonu, a w maju zakończono dostawy.
Citadisy nie były pierwszymi niskopodłogowymi tramwajami w Gdańsku, gdyż od 1997 eksploatowano tam 2 pojazdy Konstal 114Na.
W latach 2009–2013 wszystkie 4 tramwaje zostały przemalowane na wzór nowych gdańskich tramwajów Bombardier Flexity Classic.
W ramach modernizacji tramwaje otrzymały kremowo-niebieskie malowanie, nawiązujące do przedwojennej malatury gdańskich tramwajów. Patronami tramwajów zostali gdańscy księża zamordowani przez narodowych socjalistów: Franciszek Rogaczewski, Bronisław Komorowski, Marian Górecki i Bruno Binnebesel.

### Górnośląsko-Zagłębiowska Metropolia

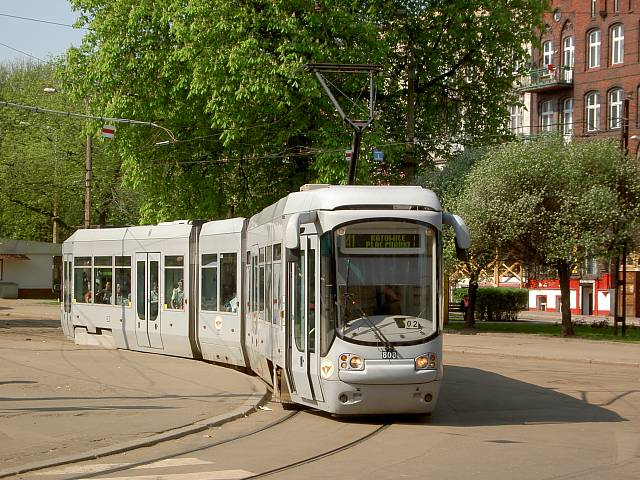
116Nd w Bytomiu

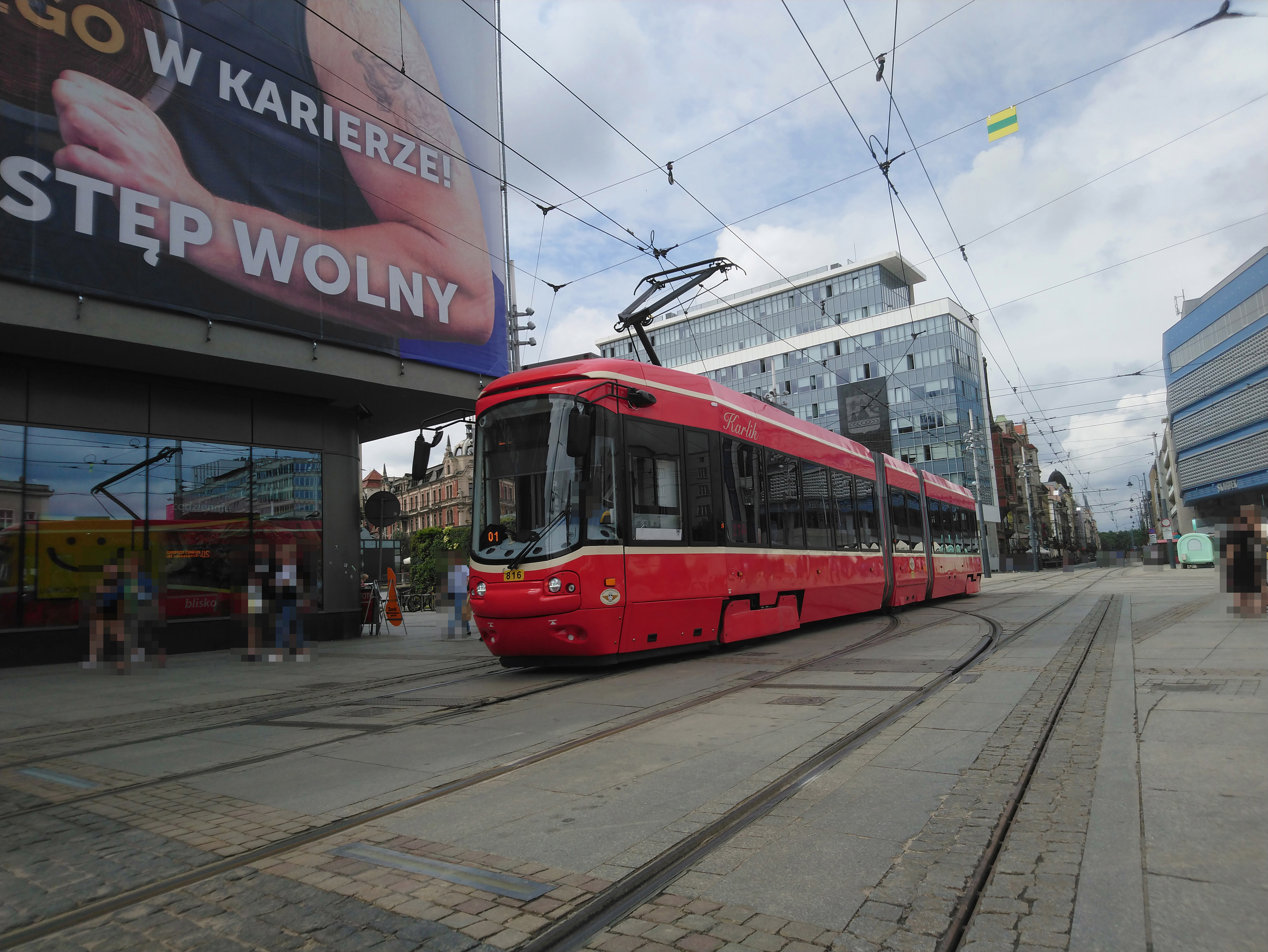
116Ndm w Katowicach

W 1998 roku Przedsiębiorstwo Komunikacji Tramwajowej w Katowicach podpisało umowę z Alstomem na zakup 17 Citadisów oraz remont trasy Katowice – Chorzów – Bytom (linie nr 6 i 41), do obsługi której tramwaje zostały zakupione.
30 czerwca 2000 na terenie chorzowskich zakładów Alstomu odbyła się prezentacja pierwszego z siedemnastu zakupionych Citadisów, a 17 lipca tramwaj został zaprezentowany podczas Dni Chorzowa. 4 sierpnia rozpoczęły się testy. 17 września 2001 w zajezdni Zawodzie odbyła się uroczystość oficjalnego wprowadzenia tramwajów do ruchu, połączona z prezentacjami w Katowicach, Chorzowie i Bytomiu. Powodem tak późnego wprowadzenia do eksploatacji były opóźnienia w remontach torowisk, do których obsługi zakupiono Citadisy. W 2001 w lokalnej prasie zorganizowano plebiscyt na imię dla nowych tramwajów, wybrano w nim imię Karlik.
Tramwaje stacjonują w zajezdni Zawodzie oraz Gliwice. Ze względu na niewłaściwą skrajnię śląskie Citadisy mogą obsługiwać tylko część tras.
Od momentu wprowadzenia Citadisów do ruchu w 2001 były one jedynymi niskopodłogowymi tramwajami w konurbacji górnośląskiej aż do 2014, kiedy rozpoczęto eksploatację pojazdów Pesa Twist. Po dostawach Twistów, Citadisy zaczęto kierować również na inne trasy niż Katowice – Bytom, w 2016 roku 4 sztuki obsługiwały linię nr 4 w Zabrzu.
2 grudnia 2016 na ulicy Łagiewnickiej w Bytomiu jeden z Citadisów zderzył się z tirem, w wyniku czego jedna osoba została ranna.

### Szczecin
Z powodu opóźnienia dostawy tramwajów typu 105N2k/2000, do Szczecina w ramach rekompensaty trafił pierwszy egzemplarz niskopodłogowego tramwaju typu 116Nd. Wagon otrzymał numer 783 i w okresie od 21 marca do 20 kwietnia 2001 roku przewoził pasażerów linii 7 i 8. Po zakończonych testach tramwaj wrócił do Katowic, gdzie otrzymał docelowy numer taborowy 800, jego poprzedni numer otrzymał później pierwszy dostarczony wagon 105N2k/2000.